# Balclutha pellucens
Balclutha pellucens är en insektsart som beskrevs av Horvath 1909. Balclutha pellucens ingår i släktet Balclutha och familjen dvärgstritar. Inga underarter finns listade i Catalogue of Life.